# إدغار ميلفيل وارد

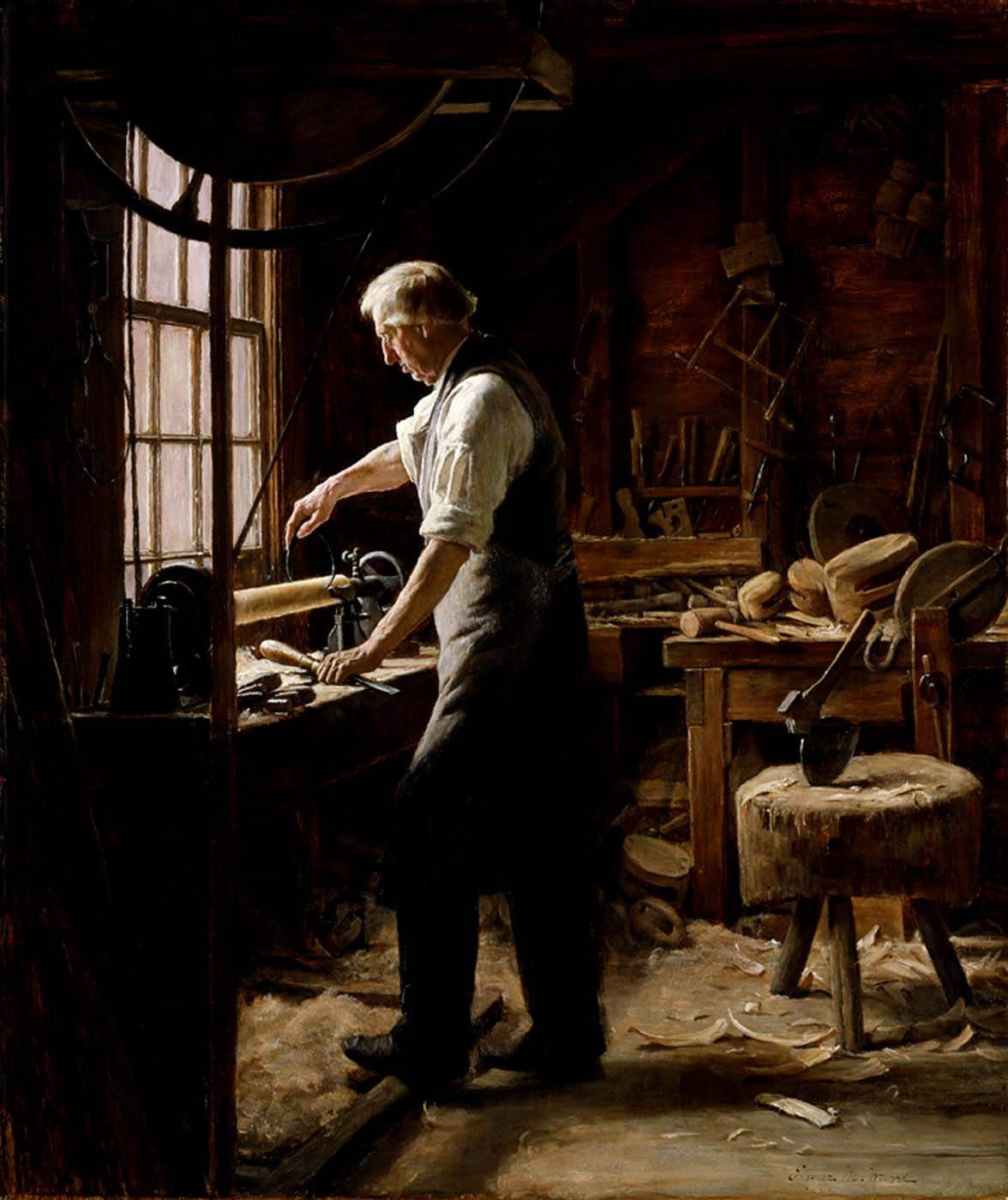
إدغار ميلفيل وارد رسام أمريكي

إدغار ميلفيل وارد (بالإنجليزية: Edgar Melville Ward) هو رسام أمريكي، ولد في 1839، وتوفي في 1915.